# Río (Florida)
Río es un lugar designado por el censo ubicado en el condado de Martín en el estado estadounidense de Florida. En el Censo de 2010 tenía una población de 965 habitantes y una densidad poblacional de 412,61 personas por km².

## Geografía
Río se encuentra ubicado en las coordenadas 27°13′7″N 80°14′22″O / 27.21861, -80.23944. Según la Oficina del Censo de los Estados Unidos, Río tiene una superficie total de 2.34 km², de la cual 0.98 km² corresponden a tierra firme y (57.92%) 1.35 km² es agua.

## Demografía
Según el censo de 2010, había 965 personas residiendo en Río. La densidad de población era de 412,61 hab./km². De los 965 habitantes, Río estaba compuesto por el 96.68% blancos, el 0.31% eran afroamericanos, el 0.1% eran amerindios, el 0.52% eran asiáticos, el 0.31% eran isleños del Pacífico, el 0.62% eran de otras razas y el 1.45% pertenecían a dos o más razas. Del total de la población el 3.21% eran hispanos o latinos de cualquier raza.